# Lakenvelder
Lakenvelder je plemeno skotu z oblasti Beneluxu, charakteristického zbarvení. Jméno plemene vychází z pojmenování tohoto zbarvení: „laken“ znamená lak a „feld“ černé pole. Podobné zbarvení má i několik dalších plemen různých domácích zvířat z této oblasti, jako je holadský králík, lakenfeldka či anglerské sedlové prase.
Sedlatá zvířata se v Holandsku a Belgii vyskytují už nejméně 300 let, systematický chov takového skotu začal na začátku 20. století, plemenná kniha byla založena v Nizozemsku v roce 1919. Po druhé světové válce plemeno téměř vymizelo. V šedesátých letech 20. století byl přikřížen býk plemene galloway sedlatého zbarvení, a do plemene vnesl gen pro bezrohost. V současné době je toto plemeno vzácné.
75 % zvířat je černých, 25 % hnědě zbarvených. Přes středotrupí probíhá široký bílý pruh. Je to plemeno kombinované s důrazem na mléčnou produkci, která dosahuje 5 000 kg mléka za rok.